# 長宵
長宵（1989年2月20日－2016年5月13日），是一頭在台北市立動物園出生的雌性長頸鹿，其伴侶為雄性長頸鹿菊忠。

## 年表
- 1989年2月20日，在台北市立動物園出生。
- 2004年7月28日，生下第1個孩子「麒麟妹」（雌）。※菊忠與長女麒麟妹交配，生了4胎，兩胎難產死亡，兩胎出生不到兩個月死亡。

- 2006年1月2日，生下第2個孩子「麒麟弟」（雄）。 ※11個月大死亡。

- 2007年7月23日，生下第3個孩子「宵強」（雄）。 ※2008年借殖到台南頑皮世界，因感染寄生蟲和營養問題，未成年就死亡。

- 2008年12月30日，生下第4個孩子「宵久」（雄）。※2016年9月15日借殖到六福村動物園，搬運過程緊張二度不適無法站立倒臥在籠中，經急救無效死亡。

- 2010年8月7日，生下第5個孩子「妞妞」（雌）。※菊忠與5歲次女妞妞交配，首胎難產，母女均亡。

- 2012年1月18日，生下第6個孩子「宵順」（雄）。※2013年4月18日借殖到台南頑皮世界，2018年9月23日步出休息區後突然倒地嘔吐猝死。

- 2013年7月24日，生下第7個孩子「小麥」（雌）。※2018年6月14日產下麥照（雄）。※2020年12月27日產下麥芽（雌）。

- 2015年5月13日，生下第8個孩子「宵璋」（雄）。※2017年5月17日借殖到六福村動物園。2019年4月5日凌晨發現猝死。解剖檢查因長期胃內寄生蟲與吸入性肺炎致死。

- 2016年5月13日，於晚間5點53分死亡，享壽27歲。